# Río Onda
El río Onda es un río del noroeste de la península ibérica que discurre íntegramente por el distrito de Oporto, en Portugal. 

## Curso
El Onda nace en la Poça do Inferno de Guilhabreu y desemboca en el Océano Atlántico, entre las playas de Labruge y Angeiras. Pertenece a la cuenca hidrográfica de la región costera entre el río Ave y el río Leça y a la región hidrográfica de Cávado, Ave y Leça. Tiene una longitud aproximada de 10,2 km y un área de cuenca de aproximadamente 48,5 km².